# Bugak Blang
Bugak Blang is een bestuurslaag in het regentschap Bireuen van de provincie Atjeh, Indonesië. Bugak Blang telt 222 inwoners (volkstelling 2010).